# Rue des Wallons (Bruxelles)
Pour les articles homonymes, voir Rue des Wallons.
La rue des Wallons (en néerlandais: Walenstraat) est une rue bruxelloise de la commune de Jette qui va de la chaussée de Wemmel au square des Bruxellois. Elle est parallèle à la rue des Flamands. C'est une rue à sens unique limité (sul).
La numérotation des habitations va de 1 à 65 pour le côté impair et de 2 à 62 pour le côté pair.